# آرکیدیا (تنسی)
آرکیدیا (به انگلیسی: Arcadia) یک منطقهٔ مسکونی در ایالات متحده آمریکا است که در شهرستان سولیوان، تنسی واقع شده‌است. آرکیدیا ۴۹۹ نفر جمعیت دارد و ۴۲۷ متر بالاتر از سطح دریا واقع شده‌است.